# Prêmio Açorianos de 1983
A sétima edição do Prêmio Açorianos ocorreu em 1983 em Porto Alegre e premiou unicamente destaques do setor de arte dramática.

## Premiação
Melhor diretor: Luciano Alabarse (Pode ser que seja só o leiteiro lá fora)
Melhor ator: Fernando Severino (Segundo Tempo, grupo Na Moita)
Melhor atriz: Fabiane Fogliatto (Segundo Tempo, grupo Na Moita)
Melhor ator coadjuvante: Marcelo Rezende (Segundo Tempo, grupo Na Moita)
Melhor atriz coadjuvante: Mima Lunardi  (A Cantora Careca)
Melhor espetáculo: Grupo Cem Modos (espetáculo apresentado no Auditório da Aliança Francesa)
Melhor figurino: Companhia Tragicômica Balaio de Gatos (O Vale dos Pimentões)
Melhor cenário: Flávio Betanin (Pic-Nic, do grupo Gestus)
Prêmio especial ao grupo Do Jeito que Dá pelo espetáculo Bailei na Curva, de Júlio César Conte
Prêmio especial pela melhor proposta de vanguarda ao espetáculo O Acre vai à Rússia.